# Stefano Lorenzini
Pour les articles homonymes, voir Lorenzini.
Stefano Lorenzini né à Florence vers 1652 est un médecin et ichtyologue italien. Il est connu comme le découvreur de certains organes des requins, appelés aujourd'hui ampoules de Lorenzini, identifiés comme un système d'électroperception.

## Biographie
Frère du mathématicien Lorenzo Lorenzini, il étudie la médecine à Pise et la chirurgie à l'hôpital Fiorentino de S. Maria Nuova. Il eut pour maîtres Francesco Redi (1626-1697), Nicolas Sténon (1638-1686), John Fynch et d'autres spécialistes importants. Cosme III de Médicis le fit enfermer. Ses observations anatomiques précises et novatrices sur les torpilles, publiées à Florence, en 1678 l'ont rendu célèbre.